# Oswald von Eck
Oswald von Eck (* vor 1539; † 1573 in Regensburg) war ein deutscher Humanist, Rektor der Universität Ingolstadt und Sammler der Schriften Johannes Aventins.

## Leben
Oswald von Eck war ein Sohn Leonhard von Ecks und stammte aus der Familie der Eck von Kelheim. Er studierte in Bologna und Ingolstadt. Oswald von Eck wurde dem Johannes Aventinus zur Erziehung gegeben, der jedoch bald darauf verstarb.
1539 wurde von Eck Rektor der Universität Ingolstadt.
Später, 1563, war er bei der Ortenburger Adelsverschwörung im protestantischen Lager zu finden.
Danach geriet er wegen Verschuldung in große Probleme. Große Teile der elterlichen Güter, darunter die umfangreiche Bibliothek des Vaters Leonhard von Eck, mussten zu deren Begleichung versteigert werden.
Die Bücher erwarb Erasmus Neustetter genannt Stürmer. Die Überreste der Sammlung werden heute in der Württembergischen Landesbibliothek aufbewahrt.